# Le Village (Grigorovitch)
Pour l’article homonyme, voir Le Village.
Le Village («Деревня») est une nouvelle de l'écrivain russe Dmitri Grigorovitch publiée en 1846. Elle décrit le destin tragique des paysans serfs de Russie, avant l'abolition du servage. L'histoire reflète les observations de Grigorovitch qui vivait à cette époque à la campagne, sur la vie en général et la vie des paysans en particulier; l'intrigue est basée sur un événement réel qui s'est déroulé dans le domaine de la mère de l'écrivain. 
Le Village a été publié en 1846 dans Les Annales de la Patrie (tome XLIX, section 1, pp. 177-229).
Ce récit est le premier exemple dans la littérature russe d'une description réaliste de la vie dure des serfs en Russie et a suscité une grande résonance. Ce thème est repris par Grigorovitch dans Antoine le pauvre hère («Антон-Горемыка»), publié en 1847.

## Sujet
L'action se déroule dans un village russe ordinaire parmi les serfs. Une vachère donne naissance dans une basse-cour à une fillette, mais la mère meurt pendant l'accouchement. Le bébé est donné par tirage au sort aux soins d'une autre vachère, Domna, mère de plusieurs enfants. La petite fille est nommée Akoulina et grandit sans affection, ne recevant que des coups et remontrances. Dès l'âge de sept ans, Akoulina se voit confier diverses tâches, principalement le pâturage des oies. Elle ne joue pas avec les autres enfants, mais accompagne les oies dans des champs éloignés, où elle se sent plus libre.
Lorsque le mari de Domna, Karp, revient à la maison, de retour de corvée, la situation d'Akoulina s'aggrave en raison de la mauvaise humeur de Karp. Elle est maladive et ne parle à personne et personne n'éprouve de sympathie pour elle. C'est ainsi que se déroulent les années, au cours desquelles endurant humblement toutes les brimades, Akoulina évite de toutes les manières possibles toute communication dans la famille.
Un jour, alors que le seigneur du village revient après une longue absence au village pour affaires, il remarque accidentellement Akoulina dans la rue et décide de faire une bonne action en la mariant. Grégoire, le fils du paysan Silanthe, devient le fiancé d'Akoulina, bien que sa famille soit extrêmement mécontente de devoir accueillir l'orpheline Akoulina dans la maison, et non une riche fiancée. Akoulina elle-même essaie de supplier le maître d'annuler le mariage; mais par timidité n'ose pas le faire. La cérémonie de mariage est arrangée sur un grand pied pour ne pas perdre la face, mais après la fête des épousailles, la situation d'Akoulina ne s'améliore pas et elle est toujours battue, réprimandée et confiée au travail le plus dur. Plus de neuf mois plus tard, Akoulina donne naissance à une fille, Dounka. 
Quatre années passent, la santé d'Akoulina s'est considérablement dégradée. Bien que la femme de l'intendant, remarquant qu'elle est gravement malade, essaie d'aider Akoulina, il est trop tard. Au grand soulagement de la famille de son mari, Akoulina meurt en hiver, ne réussissant qu'à dire à Grégoire de ne pas battre Dounka avant sa mort. Grégoire, malgré le blizzard qui a commencé, porte le cercueil au cimetière afin d'enterrer sa femme au plus vite, et Dounka court après le traîneau, sous la neige et le vent.

## Critique
D'après la critique Lidia Lotman, cette nouvelle « a marqué le début d'une nouvelle étape dans l'œuvre de Grigorovitch et a été un phénomène significatif dans la littérature du réalisme critique des années 1840. » La nouveauté « était de se tourner avant tout vers la vie des paysans », parce que la littérature réaliste de cette époque « étudiait surtout la vie des pauvres dans les villes ou bien celle des classes supérieures ». De même, Anna Jouravliova remarque que bien que « le peuple soit le thème obligé de la littérature russe, son point de départ », il est plutôt présent chez les auteurs russes comme une sorte d'idée générale, alors qu'il doit être « le noyau même de la cristallisation, pour que commence un processus intensif de refondation et de travail de cette idée. » C'est ainsi que Grigorovitch a placé sa nouvelle « au cœur de ce processus en y décrivant des constrastes sociaux comme ceux-ci ».
Alors que Tourgueniev est considéré avec ses Mémoires d'un chasseur comme l'un des pionniers du thème paysan dans la prose russe, Tourgueniev lui-même dans ses mémoires a témoigné de la priorité de Grigorovitch : selon lui, Le Village illustre la première tentative de rapprocher notre littérature de la vie populaire, la première de nos « histoires de village » — « Dorfgeschichten » en allemand. « Cette histoire est écrite dans une langue raffinée, non sans sentimentalité; et toujours avec le désir indubitable de reproduire la réalité de la vie paysanne ».
À l'époque soviétique, il est considéré que l'orientation principale de ce récit est « l'idée selon laquelle l'injustice sociale et le caractère déraisonnable des rapports sociaux peuvent se refléter de manière tragique dans le destin d'un seul individu. La société peut aller jusqu'à paralyser, tourmenter une personne, la rendre malheureuse et la tuer prématurément ». De plus, Grigorovitch atteint dans sa première grande œuvre « un langage récitatif imprégné d'éléments de discours paysan et enrichi de folklore ». Le succès de l'écrivain est dû également à des descriptions artistiques de la nature russe, à l'aide desquelles « l'auteur caractérise les conditions de vie et de travail des paysans ».
Immédiatement après sa publication, la nouvelle suscite des controverses chez les critiques russes. Ainsi Biélinski, qui l'admirait grandement, souligne son lien avec la description des caractères sociaux de manière réaliste. D'après lui, « Quant aux essais sur la vie paysanne elle-même, c'est le côté brillant des œuvres de Grigorovitch. Il a fait preuve ici de beaucoup d'observation et de connaissance de la matière, et a su la montrer à la fois dans des images simples, fidèles et vraies, avec un talent remarquable. Son Village est l'une des meilleures productions littéraires de l'année dernière. ». La critique remarque pourtant le côté faible du récit, montrant que « de son personnage d'Akoulina, il ressort une figure plutôt terne et indéfinissable; parce que justement l'auteur avait voulu en faire un personnage intéressant ». Chez les slavophiles, Le Village est perçu négativement. Ainsi dans Le Moscovite, Iouri Samarine (sous le pseudonyme de M.Z.K) fustige en 1847 la nouvelle de Grigorovitch et la mentalité de la revue Le Contemporain. Il déclare que « tout ce qui pouvait être trouvé dans les coutumes des paysans est ici grossier, insultant et cruel », et le plus frappant est « la profonde insensibilité et l'absence totale de sens moral dans l'ensemble ». Biélinski écrit en réponse à Samarine: « Si cela pouvait être trouvé, alors ce n'était pas inventé, mais tiré de la réalité, alors c'est la vérité, et non la calomnie... Quel droit avez-vous d'exiger de l'auteur qu'il remarque et représente non pas ce côté de la réalité qui saute à ses yeux, qu'il a appris, étudié, mais celui qui vous occupe ? ».
Une caricature moqueuse de l'écrivain (par Mikhaïl Nevakhovitch) est publiée dans la revue illustrée Eralach sous le titre « Un écrivain de l'école naturelle » avec la phrase du fabuliste Krylov: «Ce n'est pas trop visible, / mais copieux». Grigorovitch se rappelle dans ses Souvenirs littéraires:
« Bien sûr, ce n'était pas sans moquerie de la part des détracteurs du vrai sens de la littérature ; à Eralach, j'étais dépeint comme un dandy fouillant dans un tas de fumier, tandis que de la fenêtre la plus proche une femme me verse un bol de boue sur la tête ; en bas il y avait une inscription de ce genre : "Recherche infructueuse d'Akoulina dans le village". »

## Source de la traduction
- (ru) Cet article est partiellement ou en totalité issu de l’article de Wikipédia en russe intitulé « Деревня (повесть, 1846) » (voir la liste des auteurs).